# Strada provinciale 68 Val d'Aneva
La strada provinciale 68 Val d'Aneva è una strada provinciale italiana della città metropolitana di Bologna.

## Percorso
Ha inizio a Vergato dalla strada provinciale 25 Vergato-Zocca e imbocca da subito la valle dell'Aneva percorrendola in salita. Ben presto entra nel comune di Castel d'Aiano, dove incontra la località di Santa Maria di Labante. In seguito lascia la valle per raggiungere Castel d'Aiano, dove la strada finisce in corrispondenza dell'innesto sulla ex strada statale 623 del Passo Brasa.